# Бакурски, Кармел
Кармел Бакурски (до замужества — Соутер) (англ. Carmel Bakurski (Souter), 7 сентября 1976, Марри-Бридж, Австралия) — австралийская хоккеистка (хоккей на траве), защитник.

## Биография
Кармел Бакурски родилась 7 сентября 1976 года в австралийском городе Марри-Бридж.
Играла в хоккей на траве за «Аделаида Санс» из Аделаиды. В 2003 году в её составе стала лучшим игроком чемпионата Австралии.
В 1997 году в составе юниорской сборной Австралии выиграла серебряную медаль на чемпионате мира, и в следующем году была приглашена в главную команду страны, с которой участвовала в турне по Аргентине.
В 2001 году завоевала бронзовую медаль Трофея чемпионов, проходившего в Амстелвене.
В 2002 году завоевала бронзовую медаль хоккейного турнира Игр Содружества в Манчестере, забив мяч в матче за 3-4-е места против сборной Новой Зеландии (4:3). Участвовала в чемпионате мира, который проходил в Перте, где австралийки заняли 4-е место.
В 2003 году стала победительницей Трофея чемпионов, состоявшегося в Сиднее. Забила на турнире 1 мяч.
В 2004 году вошла в состав женской сборной Австралии по хоккею на траве на летних Олимпийских играх в Афинах, занявшей 5-е место. Играла на позиции защитника, провела 6 матчей, мячей не забивала.